# Masaki Yokotani
Masaki Yokotani (jap. 横谷 政樹, Yokotani Masaki; * 10. Mai 1952 in der Präfektur Kyōto) ist ein ehemaliger japanischer Fußballspieler.

## Nationalmannschaft
1974 debütierte Yokotani für die japanische Fußballnationalmannschaft. Yokotani bestritt 20 Länderspiele.

## Errungene Titel
- Kaiserpokal: 1975